# Tell Hammam et-Turkman
Tell Hammam et-Turkman es un antiguo tell de Oriente Próximo situado en el valle del río Balikh, en la gobernación de Al-Raqa, en el norte de Siria, no muy lejos del yacimiento de Tell Sabi Abyad y a unos 80 km al norte de la ciudad de Al Raqa. El tell está situado en la orilla izquierda del Balikh y tiene un diámetro de 500 m y una altura de 45 m. A 500 m al norte se encuentra el moderno pueblo de Damešliyye.

## Historia
La ocupación más antigua del yacimiento fue el período de El Obeid  del norte (Período IV) con fechas de radiocarbono entre 4400 y 3600 a. C. Se produjeron importantes construcciones hasta el momento en que el yacimiento fue destruido en una conflagración fechada por radiocarbono entre 3400 y 3200 a. C. Esto se considera normalmente el período de Uruk, aunque no se encontró cerámica de Uruk, por lo que la situación no está clara. Tras un periodo de abandono, el yacimiento volvió a estar activo, para ser destruido violentamente a finales del tercer milenio a. C. Hacia el 1600 a. C. se produjo una ocupación a menor escala.

## Arqueología
El tell fue examinado arqueológicamente por las Universidades de Ámsterdam y Leiden. Se pueden identificar rastros de asentamientos desde el Neolítico precerámico hasta la época romana y parta. En las excavaciones de 1986 se encontró una muralla de 8 metros de ancho con cámaras superiores, que rodeaban la ciudad de la Edad del Bronce antigua III-IV. Las muestras de radiocarbono de esas cámaras indicaron una fecha de alrededor de 2400 a. C. También se encontró un gran edificio de alta calidad del Bronce media II, datado en torno a 1750-1550 a. C. En total se pueden distinguir diez estratos de asentamiento. Las actividades de investigación se centraron en los estrato satribuibles a la Edad del Bronce media.
Hammam et-Turkman también es conocido por un edificio monumental del período de Uruk. En los estratos del 1200 a. C. hubo un vacío de asentamiento durante casi un milenio antes de que el lugar fuera repoblado como sitio de guarnición.

## Nombre
Se desconoce el nombre histórico del asentamiento. La suposición original de que podría tratarse de la ciudad de Zalpa, conocida por las tablillas de barro, aún no se ha confirmado.
En 1990, J. M. Córdoba identificó Zalpa con Tell Hammam et-Turkman, y esta sugerencia fue considerada como posible por las académicas francesas Nele Ziegler y Anne-Isabelle Langlois en 2016, así como Eva von Dassow en su reciente ensayo publicado en 2022.